# Amhrán na bhFiann
Amhrán na bhFiann (Iers-Gaelisch, Een soldatenlied) is het volkslied van Ierland. De uitspraak van de titel klinkt ongeveer als 'au-ròòn nuh vieën'. De woorden zijn geschreven door Peadar Kearney (1883-1942), de muziek werd gecomponeerd door Kearney en Patrick Heeney (1881-1911). Het lied werd voor het eerst gepubliceerd in Irish Freedom in 1912, alhoewel het al in 1907 werd gecomponeerd. 
Het lied was relatief onbekend totdat het werd gezongen tijdens de Paasopstand van 1916, en in de Britse interneringskampen erna. Het refrein werd het officiële volkslied in 1926, en het neemt de plaats in van het onofficiële volkslied God save Ireland. God save the King was het volkslied van het Verenigd Koninkrijk van Groot-Brittannië en Ierland totdat de Ierse vrijstaat werd uitgeroepen in 1922. 
De eerste twee en de laatste twee regels van het refrein (beginnend bij Sinne Fianna Fáil... tot ...Amhrán na bhFiann zie hieronder) worden gespeeld als presidentieel saluut als de president van Ierland aanwezig is bij evenementen.
In de laatste jaren hebben een aantal Ierse kranten en columnisten ervoor gepleit het Amhrán na bhFiann te vervangen door een nieuw Iers volkslied, daar de tekst van bestaande lied uitermate gewelddadig en anti-Brits is. Anderen geven als argument dat het lied qua melodie moeilijk te spelen is. Een laatste optie die soms geopperd wordt is om de melodie hetzelfde te laten, maar om de tekst aan te passen. Het lijkt echter onwaarschijnlijk dat binnen korte tijd het volkslied wordt vervangen of aangepast.
Ireland's Call is een nieuw "volkslied" dat tegenwoordig wordt gebruikt bij internationale rugbywedstrijden, omdat de Ierse rugbyploeg is samengesteld uit spelers van het hele eiland, en niet alleen uit de republiek. 

## Ierse tekst
Sinne Fianna Fáil,
atá faoi gheall ag Éirinn,
Buíon dár slua
thar toinn do ráinig chughainn,
Faoi mhóid bheith saor
Seantír ár sinsear feasta,
Ní fhágfar faoin tíorán ná faoin tráill.
Anocht a théam sa bhearna bhaoil,
Le gean ar Ghaeil, chun báis nó saoil,
Le gunna scréach faoi lámhach na bpiléar,
Seo libh canaig amhrán na bhfiann.

## Engelse tekst
Soldiers are we,
whose lives are pledged to Ireland,
Some have come
from a land beyond the wave,
Sworn to be free,
no more our ancient sireland,
Shall shelter the despot or the slave.
Tonight we man the bearna bhaoil,
In Erin's cause, come woe or weal,
Mid cannons' roar and rifles' peal,
We will chant a soldier's song.

## Nederlandse vertaling
Soldaten zijn we
ons leven Ierland toegewijd;
Velen kwamen
uit 'n land over zee.
Gezworen vrij te zijn,
niet meer 't oude koninkrijk
behoedt tiran of slaaf.
Beman vannacht d'enge kloof
Voor Erins zaak, pijn of striem
door kanonnen of geweren.
We zingen 't soldatenlied.